# Júlio de Castilhos
Júlio de Castilhos este un oraș în Rio Grande do Sul (RS), Brazilia.